# P.J. Tucker

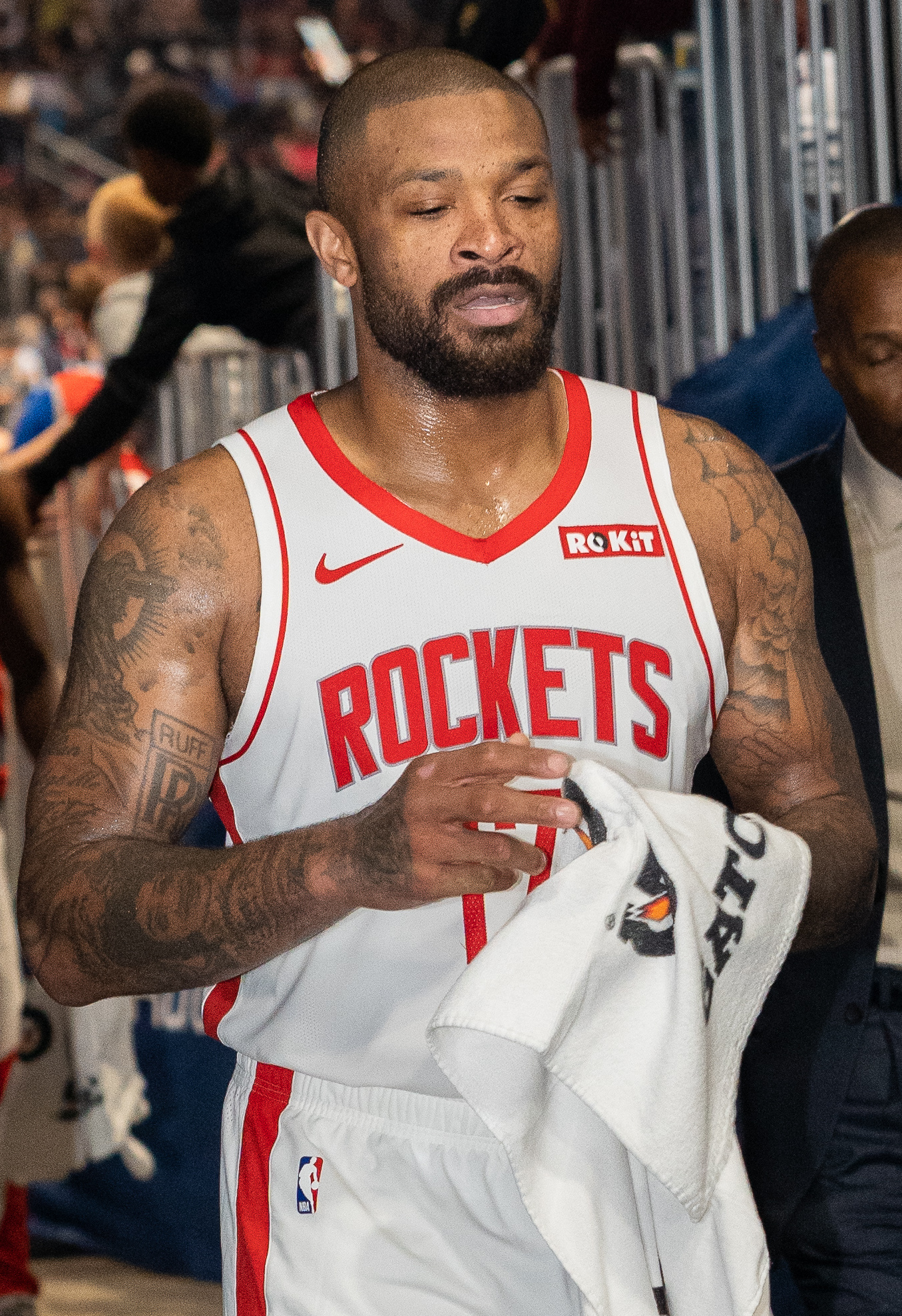
P.J. Tucker, 2019.

Anthony Leon "P.J." Tucker Jr., född 5 maj 1985 i Raleigh i North Carolina, är en amerikansk professionell basketspelare (PF) som spelar för New York Knicks i National Basketball Association (NBA). Han har tidigare spelat för Toronto Raptors, Phoenix Suns, Houston Rockets, Milwaukee Bucks, Miami Heat, Philadelphia 76ers och Los Angeles Clippers.
Tucker var med och vinna NBA-mästerskapet, tillsammans med Milwaukee Bucks, för säsongen 2020–2021.
Han har också spelat som proffs i Grekland, Israel, Italien, Puerto Rico, Tyskland och Ukraina.
Tucker draftades av Toronto Raptors i andra rundan i 2006 års draft som 35:e spelare totalt.
Innan han blev proffs studerade Tucker vid University of Texas at Austin och spelade för deras idrottsförening Texas Longhorns.